# ۹۰ (عدد)
۹۰ (نود) نودمین عدد از اعداد طبیعی است. این عدد نود و یکمین عدد حسابی می‌باشد.